# Halesowen
Halesowen è una località della contea delle West Midlands, in Inghilterra. Fu un municipio fino al 1974.

## Geografia
Halesowen è situata a circa 11 km a sud-ovest di Birmingham e 10 km a sud di Dudley.

## Storia
Menzionata nel Domesday Book del 1086, il maniero e la città erano conosciuti come Hala (dalla parola anglosassone "halh", che significa angolo o valle remota), fino a quando fu donato dal re Enrico II al principe gallese Dafydd ab Owain e divenne noto come Halas Owen. La parrocchia di Halesowen, che incorporava altre località divenute poi parrocchie indipendenti, era un'exclave della contea dello Shropshire, ma crebbe fino a diventare una città e fu trasferita alla giurisdizione del Worcestershire dal Counties Act del 1844. 
Durante la rivoluzione industriale divenne un centro metallurgico specializzato nella produzione di chiodi. Fino al 1974 ha fatto parte del Worcestershire.